# Фатумата Самасеку
Фатумата Самасеку (фр. Fatoumata Samassékou; Абиџан 31. децембар 1987) малијска је пливачица чија специјалност је пливање слободним стилом на деоницама од 50 и 100 метара. Двострука је учесница Летњих олимпијских игара.
Самасеку је рођена у бившем главном граду Обале Слоноваче Абиџану, а такмичи се за Мали.
На Олимпијским играма двадестчетворо годишња Самасеку учествовала је први пут у Лондону 2012. Такмичила се у дисциплини 50 метара слободним стилом. У квалификацијама пливала је у трећој групи и била 6. у времену 31,88, а у генералном пласману 62. од 74 учеснице и није се пласирала за даље такмичења.
Четири године касније у Рио де Женеиро у истој дисциплини у треој групи квалификација била је последња (8). у времену 33,71 и делила 81 место од 91. учеснице.